# Pedro Chappé
Pedro Chappé García (L'Avana, 16 agosto 1945 – 15 maggio 2003) è stato un cestista e allenatore di pallacanestro cubano.

## Carriera
Con Cuba ha disputato tre edizioni dei Giochi olimpici (Città del Messico 1968, Monaco 1972, Montréal 1976, Mosca 1980) e due dei Campionati mondiali (1970, 1974).